# Caproni Ca.165
Caproni Ca.165 là một loại máy bay tiêm kích hai tầng cánh của Ý, được phát triển trước Chiến tranh thế giới II.

## Tính năng kỹ chiến thuật (Ca.165)
Đặc điểm tổng quát
- Tổ lái: 1
- Tải trọng: 570 kg (1.255 lb)
- Chiều dài: 8,1 m (26 ft 7 in)
- Sải cánh: 9,3 m (30 ft 6 in)
- Chiều cao: 2,8 m (9 ft 2 in)
- Diện tích cánh: 21,4 m² (230,25 ft²)
- Trọng lượng rỗng: 1.855 kg (4.080 lb)
- Trọng lượng cất cánh tối đa: 2.435 kg (5.357 lb)
- Động cơ: 1 × Isotta Fraschini L121 RC.40, 671 kW (900 hp)

 Hiệu suất bay 
- Vận tốc cực đại: 465 km/h (251 kn, 289 mph) trên độ cao 5.350 m
- Thất tốc: 114 km/h (61 kn, 71 mph)
- Tầm bay: 672 km (363 nmi, 417 mi)
- Trần bay: 10.000 m (32.800 ft)
- Tải trên cánh: 113 kg/m² (23,11 lb/ft²)

Trang bị vũ khí

- 2 × súng máy 12,7 mm (0.5 in)